# Tečovice
Tečovice jsou obec v okrese Zlín ve Zlínském kraji. Leží v severozápadní části údolí Dřevnice. Žije zde přibližně 1 500 obyvatel.

## Název
Na vesnici bylo přeneseno původní pojmenování jejích obyvatel. To podle nejstaršího dokladu znělo Cětišovici, jeho základem bylo osobní jméno Cětiš (domácká podoba některého jména začínajícího na Cět-, např. Cětolub, Cětorad) a jeho význam byl "Cětišovi lidé". Podoba Tečovice doložená od 14. století vznikla nepravidelným hláskovým vývojem.

## Historie
První písemná zmínka o obci pochází z roku 1141. Místo však bylo osídleno již paleolitu. Další zmínka o obci pochází z roku 1307, kdy Buň z Tečovic obdržel samostatné panství Tečovice. Kolem roku 1260 byl postaven kostel sv. Jakuba Většího. Stavba byla původně románská a později byla přestavěna v gotickém slohu. Kostel je vyzdoben freskami ze 14. století. Tečovice jsou dle historických pramenů rodištěm Jana Milíče z Kroměříže.[zdroj⁠?!]

## Obyvatelstvo
| Rok            | 1869 | 1880 | 1890 | 1900 | 1910 | 1921 | 1930  | 1950  | 1961  | 1970  | 1980  | 1991  | 2001  | 2011  | 2021  |
| -------------- | ---- | ---- | ---- | ---- | ---- | ---- | ----- | ----- | ----- | ----- | ----- | ----- | ----- | ----- | ----- |
| Počet obyvatel | 570  | 665  | 717  | 762  | 765  | 884  | 1 005 | 1 220 | 1 343 | 1 238 | 1 232 | 1 094 | 1 229 | 1 287 | 1 349 |
| Počet domů     | 92   | 104  | 118  | 121  | 133  | 143  | 179   | 232   | 253   | 282   | 300   | 325   | 339   | 367   | 392   |

## Obecní správa
Mezi lety 1850–1964 Tečovice byly obcí v okrese Uherské Hradiště (1869–1930) a později v okrese Gottwaldov-okolí. Od 14. června 1964 do 23. listopadu 1990 patřily jako část statutárního města k Zlínu (tehdy Gottwaldov) v okrese Zlín (v letech 1961–1989 okres Gottwaldov) a od 24. listopadu 1990 jsou opět samostatnou obcí.

### Obecní symboly
Znak byl obci udělen rozhodnutím předsedy Poslanecké sněmovny Parlamentu České republiky dne 15. července 1993 a vlajka byla obci udělena rozhodnutím předsedy PSP ČR dne 11. května 2001.
Ve znaku jsou dvě stříbrné jezdecké ostruhy a stříbrná mušle na zeleném podkladu.

## Pamětihodnosti
- Kostel svatého Jakuba Většího

## Galerie

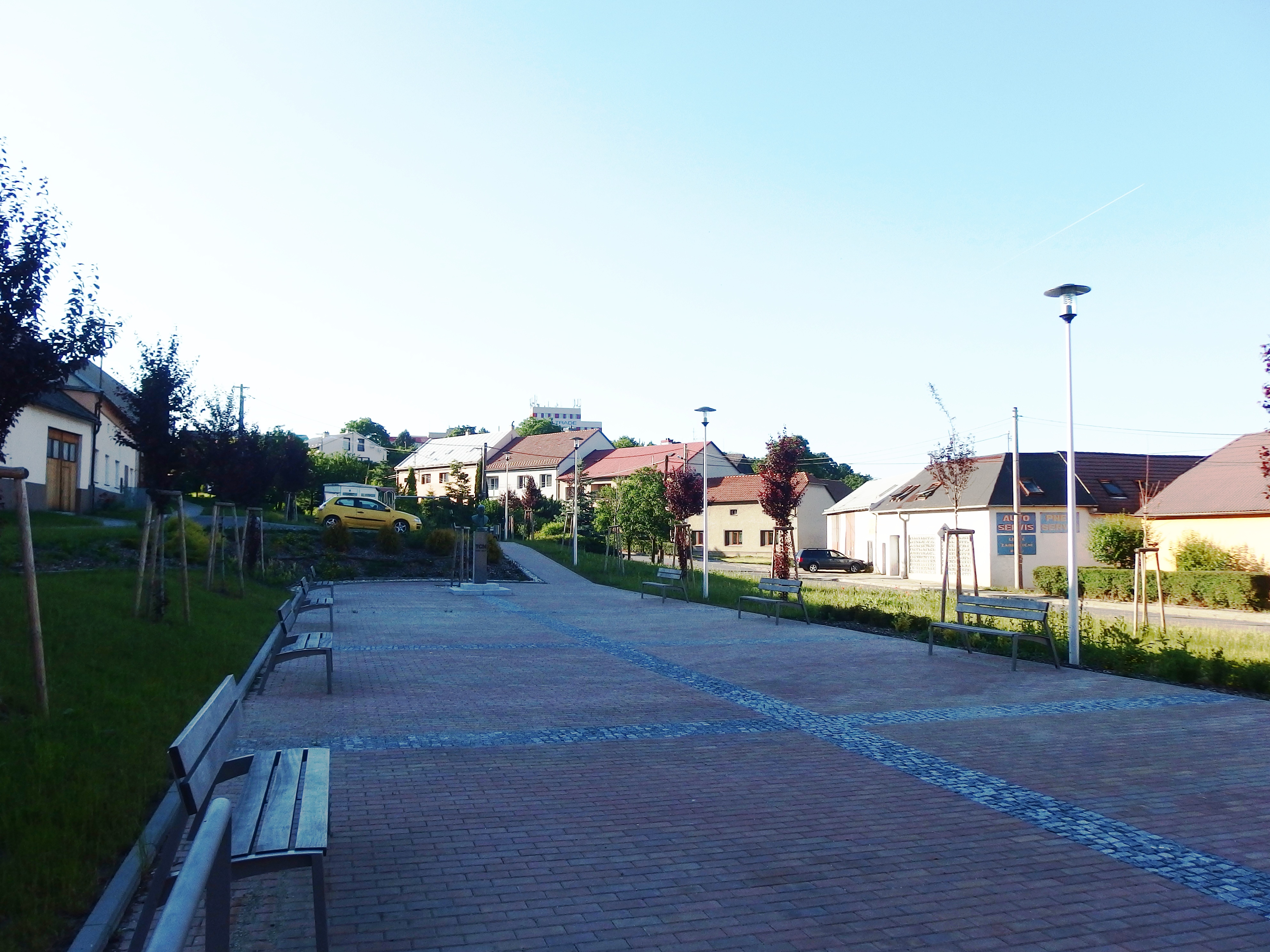
Náves
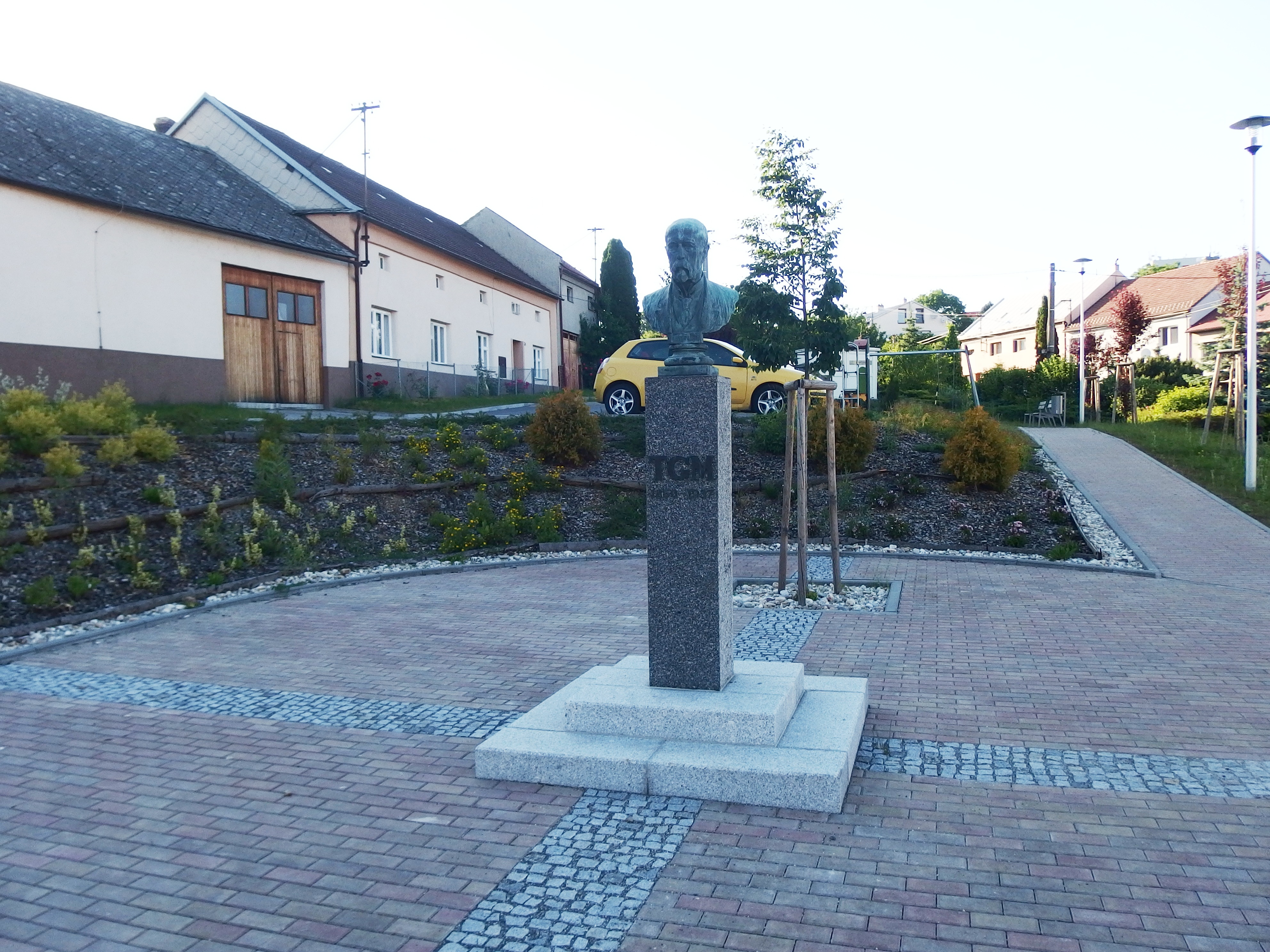
Pomník TGM
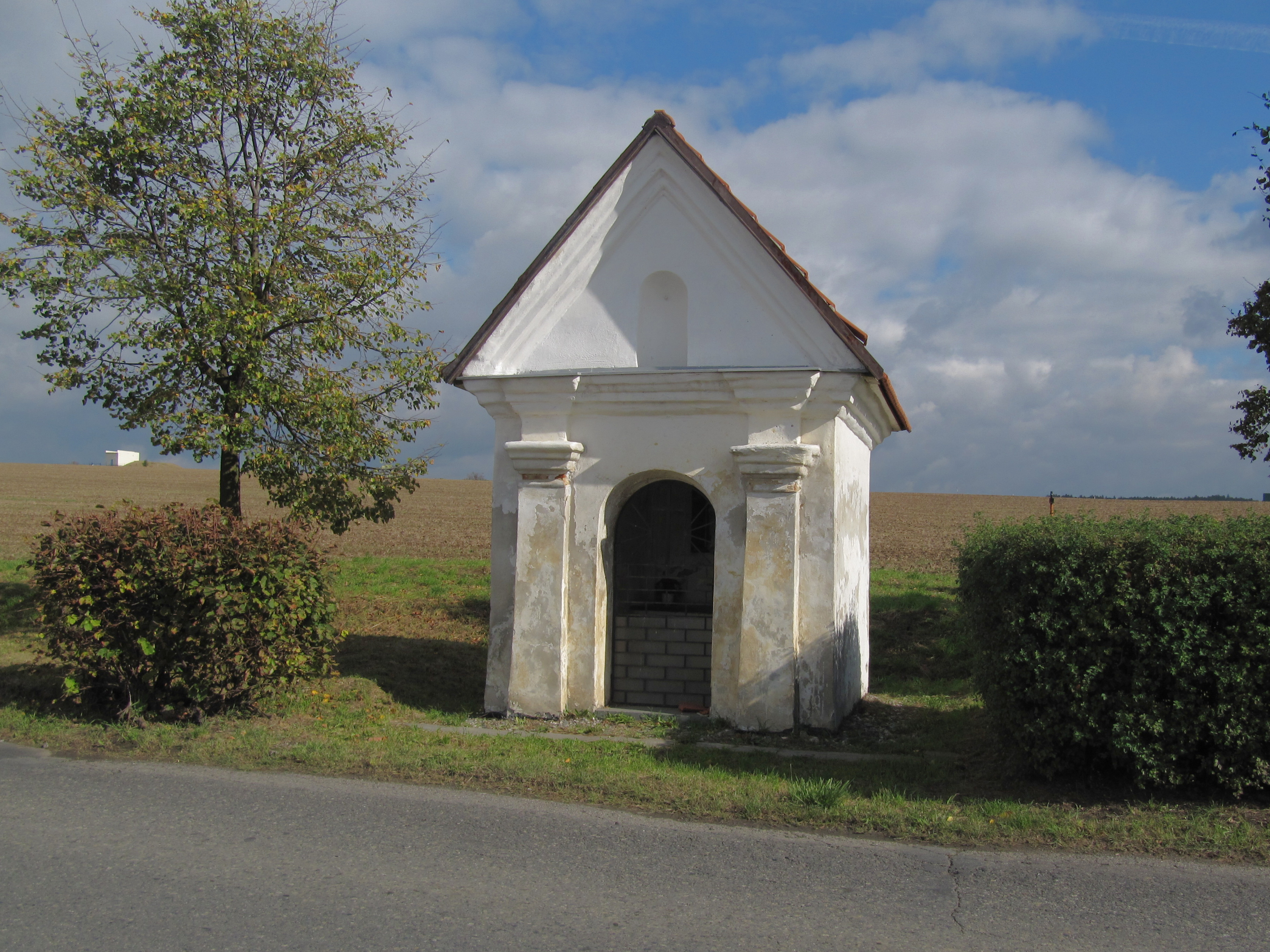
Kaplička svaté Rodiny z doby kolem roku 1800 při silnici do Sazovic
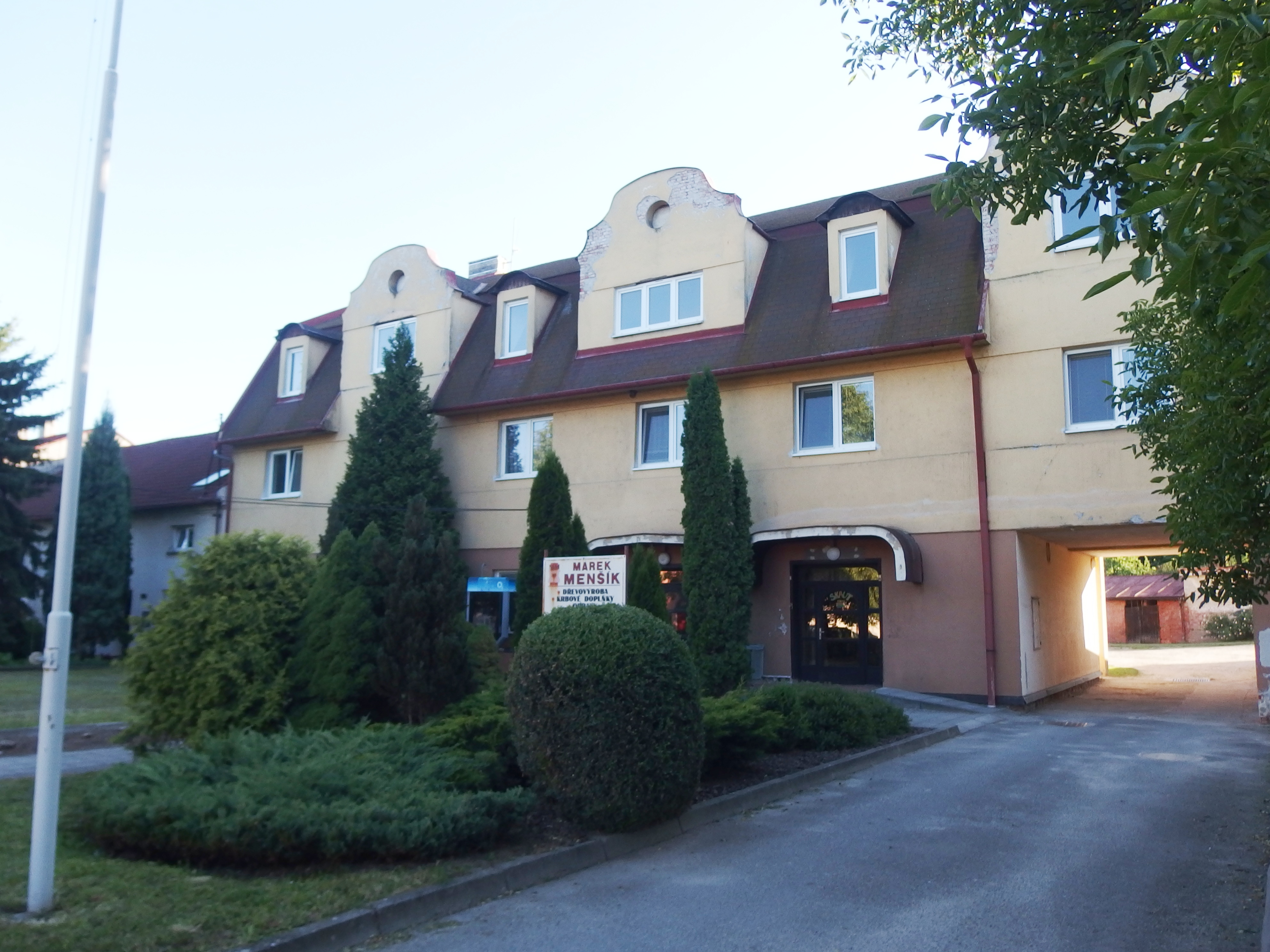
Obecní úřad